# John Pennel
John Thomas Pennel (né le 25 juillet 1940 à Memphis - mort le 26 septembre 1993 à Santa Monica) est un athlète américain spécialiste du saut à la perche.

## Carrière
Détenteur d'un record personnel à 4,58 m en 1962, John Pennel est l'un des premiers athlètes à expérimenter les perches en fibre de verre. Il réalise successivement 4,95 m puis 4,98 m en début de saison 1963 mais ne devient pas le premier athlète à franchir la barre des 5,00 m, son compatriote Brian Sternberg réalisant cet exploit en avril 1963 peu avant de se blesser gravement. Pennel réalise 5,13 m le 5 août 1963 à Londres et améliore de cinq centimètres le nouveau record du monde de Sternberg établi deux mois auparavant, puis porte ce record à 5,20 m le 24 août 1963 à Coral Gables.
Dépossédé de son record du monde par son compatriote Fred Hansen durant l'été 1964, John Pennel ne prend que la onzième place des Jeux olympiques de Tokyo avec 4,70 m. En 1965, il remporte les Championnats des États-Unis en plein air ainsi que les Championnats du monde universitaires se déroulant à Budapest. Il établit un nouveau record du monde le 23 juillet 1966 à Los Angeles avec 5,34 m, soit deux centimètres de mieux que Bob Seagren, nouveau venu sur le circuit américain et détenteur de la meilleure marque mondiale depuis le mois de mai.
Qualifié pour les Jeux olympiques de 1968, il se classe cinquième du concours avec 5,35 m, la victoire finale revenant à Bob Seagren. Mais John Pennel parvient à établir un nouveau record du monde du saut à la perche, le quatrième de sa carrière, le 21 juillet 1969 à Sacramento en franchissant 5,44 m. Handicapé par des blessures, il met un terme à sa carrière d'athlète durant la saison 1970.
En 2004, John Pennel est élu au Temple de la renommée de l'athlétisme des États-Unis.
Il décède le 26 septembre 1993 à Santa Monica des suites d'un cancer.

## Palmarès
| Année | Compétition     | Lieu     | Résultat | Marque |
| ----- | --------------- | -------- | -------- | ------ |
| 1964  | Jeux olympiques | Tokyo    | 11e      | 4,70 m |
| 1965  | Universiade     | Budapest | 1er      |        |
| 1968  | Jeux olympiques | Mexico   | 5e       | 5,35 m |

## Records
John Pennel a amélioré à quatre reprises le record du monde du saut à la perche :
- 5,13 m le 5 août 1963 à Londres
- 5,20 m le 24 août 1963 à Coral Gables
- 5,34 m le 23 juillet 1966 à Los Angeles
- 5,44 m le 21 juillet 1969 à Sacramento